# Paris-Roubaix 2020
La 118e édition de Paris-Roubaix devait avoir lieu le 12 avril 2020. En raison de la pandémie de covid-19, elle est initialement reportée au 25 octobre 2020 puis annulée. Elle fait partie du calendrier UCI World Tour 2020 en catégorie 1.UWT. L'édition 2020 devait également être la première à comporter une version féminine.

## Report et annulation
Initialement prévue en avril 2020, la course est dans un premier temps reportée au 25 octobre suivant. Elle est finalement complètement annulée. C'est la première fois depuis la Seconde Guerre mondiale que la course n'a pas lieu.
Lors de la seconde vague de la pandémie de covid-19 en France, Lille est classée en « zone d’alerte maximale ». La course est annulée par l'organisateur (ASO) à la demande du préfet du Nord et de la région des Hauts-de-France.
Paris-Roubaix en octobre aurait pu permettre de connaître une édition sous la pluie, et donc la boue, comme l'évoquait le directeur de la course Christian Prudhomme. Des coureurs, à l'image d'Adrien Petit, s'en réjouissaient.

## Équipes participantes
25 équipes devaient participer à cette épreuve, l'organisateur avait communiqué en janvier 2020 la liste suivante :
- AG2R La Mondiale
- Astana Pro Team
- Bahrain – McLaren
- Bora – Hansgrohe
- CCC Team
- Cofidis
- Deceuninck – Quick-Step
- EF Pro Cycling
- Groupama – FDJ
- Israel Start-Up Nation
- Lotto Soudal
- Mitchelton – Scott
- Movistar Team
- NTT Pro Cycling Team
- Team Ineos
- Team Jumbo – Visma
- Team Sunweb
- Trek – Segafredo
- UAE Team Emirates
- Alpecin – Fenix
- B&B Hôtels – Vital Concept
- Nippo Delko Provence
- Team Arkéa – Samsic